# Guoda Burokienė
Guoda Burokienė (ur. 2 stycznia 1970 w Wiłkomierzu) – litewska inżynier i polityk. Posłanka na Sejm Republiki Litewskiej.

## Życiorys
W 1988 ukończyła szkołę średnią w Kownie, a w 1995 studia z zakresu energetyki na Uniwersytecie Technicznym w Kownie. Odbywała staże w Organizacji Narodów Zjednoczonych do spraw Wyżywienia i Rolnictwa oraz w Institute of Agriculture w ramach University of Tennessee. W latach 1995–1998 pracowała w oddziale Państwowego Funduszu Ubezpieczeń Społecznych (SODRA). W latach 2002–2011 była zatrudniona w Litewskiej Izbie Rolnej. W 2004 została przewodniczącą Lietuvos kaimo bendruomenių sąjunga, organizacji zrzeszającej wspólnoty wiejskie.
W wyborach parlamentarnych w 2016 z ramienia Litewskiego Związku Rolników i Zielonych uzyskała mandat posłanki na Sejm. W 2020 z powodzeniem ubiegała się o poselską reelekcję.